# Wy-dit-Joli-Village
Wy-dit-Joli-Village là một xã ở tỉnh Val-d'Oise, thuộc vùng Île-de-France ở miền bắc nước Pháp.